# Utlöktesgrundet
Utlöktesgrundet is een Zweeds eiland behorend tot de Lule-archipel; het ligt  aan de zuidwestkant van het eiland Sandön. Het eiland heeft geen oeververbinding. Het is spaarzaam bebouwd, waarschijnlijk voor recreatie.